# 水底土砂に係る判定基準
水底土砂に係る判定基準（すいていどしゃにかかるはんていきじゅん）は日本の環境法であり、浚渫した土砂（底質）を海面埋立または海洋投入するにあたって「海洋汚染等及び海上災害の防止に関する法律施行令第5条第1項に規定する埋立場所等に排出しようとする金属等を含む廃棄物に係る判定基準を定める省令」等に定められている、底質中の金属等の物質の基準である。

## 内容
狭義には水底土砂（底質）に含まれる有害物質について、埋立等を行おうとする際の基準として「海洋汚染等及び海上災害の防止に関する法律施行令第5条第1項に規定する埋立場所等に排出しようとする金属等を含む廃棄物に係る判定基準を定める省令」（昭和48年2月17日）に定められている基準であるが、広義には「浚渫土砂の海洋投入及び有効利用に関する技術指針」等に定められている基準を指す。

### 海洋汚染等及び海上災害の防止に関する法律
| 物質                      | 基準                                           |
| ------------------------- | ---------------------------------------------- |
| 水銀又はその化合物        | 検液1L につき水銀0.005mg以下                   |
| カドミウム又はその化合物  | 検液1Lにつきカドミウム0.1mg以下                |
| 鉛又はその化合物          | 検液1Lにつき鉛0.1mg以下                        |
| 有機燐化合物              | 検液1Lにつき有機燐化合物1mg以下                |
| 六価クロム化合物          | 検液1Lにつき六価クロム0.5mg以下                |
| ひ素又はその化合物        | 検液1Lにつきひ素0.1mg以下                      |
| シアン化合物              | 検液1Lにつきシアン1mg以下                      |
| PCB                       | 検液1LにつきPCB0.003mg以下                     |
| 銅又はその化合物          | 検液1Lにつき銅3mg以下                          |
| 亜鉛又はその化合物        | 検液1Lにつき亜鉛5mg以下                        |
| ふつ化物                  | 検液1Lにつきふつ素15mg以下                     |
| トリクロロエチレン        | 検液1Lにつきトリクロロエチレン0.3mg以下        |
| テトラクロロエチレン      | 検液1Lにつきテトラクロロエチレン0.1mg以下      |
| ベリリウム又はその化合物  | 検液1Lにつきベリリウム2.5mg以下                |
| クロム又はその化合物      | 検液1Lにつきクロム2mg以下                      |
| ニッケル又はその化合物    | 検液1Lにつきニッケル1.2mg以下                  |
| バナジウム又はその化合物  | 検液1Lにつきバナジウム1.5mg以下                |
| 有機塩素化合物            | 試料1kgにつき塩素40mg以下                      |
| ジクロロメタン            | 検液1Lにつきジクロロメタン0.2mg以下            |
| 四塩化炭素                | 検液1Lにつき四塩化炭素0.02mg以下               |
| 1,2-ジクロロエタン        | 検液1Lにつき1,2-ジクロロエタン0.04mg以下       |
| 1,1-ジクロロエチレン      | 検液1Lにつき1,1-ジクロロエチレン1mg以下        |
| シス-1,2-ジクロロエチレン | 検液1Lにつきシス-1,2-ジクロロエチレン0.4mg以下 |
| 1,1,1-トリクロロエタン    | 検液1L につき1,1,1-トリクロロエタン3mg以下     |
| 1,1,2-トリクロロエタン    | 検液1L につき1,1,2-トリクロロエタン0.06mg以下  |
| 1,3-ジクロロプロペン      | 検液1Lにつき1,3-ジクロロプロペン0.02mg以下     |
| チウラム                  | 検液1Lにつきチウラム0.06mg以下                 |
| シマジン                  | 検液1Lにつきシマジン0.03mg以下                 |
| チオベンカルブ            | 検液1Lにつきチオベンカルブ0.2mg以下            |
| ベンゼン                  | 検液1Lにつきベンゼン0.1mg以下                  |
| セレン又はその化合物      | 検液1Lにつきセレン0.1mg以下                    |
| ダイオキシン類            | 検液1Lにつきダイオキシン類10pg-TEQ以下         |

出典：「海洋汚染等及び海上災害の防止に関する法律施行令第5条第1項に規定する埋立場所等に排出しようとする金属等を含む廃棄物に係る判定基準を定める省令」（昭和48年総理府令第6号）

### 「判定基準項目に係る有害物質以外の有害物質」に係る基準
| 物質             | 基準                                 |
| ---------------- | ------------------------------------ |
| クロロフォルム   | 検液1Lにつきクロロフォルム8mg以下    |
| ホルムアルデヒド | 検液1Lにつきホルムアルデヒド3mg 以下 |

出典：「廃棄物海洋投入処分の許可の申請に関し必要な事項を定める件」（2005年環境省告示第96号）別表第4

### 「その他の有害物質等」に係る代表的な項目と基準値の目安
| 物質               | 基準                                                                              |
| ------------------ | --------------------------------------------------------------------------------- |
| 陰イオン界面活性剤 | 0.5mg/L、ただし、「水産用水基準」の水質基準値としては不検出（定量下限値0.05mg/L） |

### 浚渫土砂の海洋投入及び有効利用に関する技術指針
水底土砂に係る判定基準
| 物質                 | 基準                                       |
| -------------------- | ------------------------------------------ |
| アルキル水銀化合物   | アルキル水銀化合物につき検出されないこと。 |
| 非イオン界面活性剤   | 10mg/L / 不検出（定量下限値1mg/L）         |
| ベンゾ(a)ピレン      | 0.0001mg/L以下 / 0.00001mg/L以下           |
| トリブチルスズ化合物 | 0.00002mg/L以下 / 0.000002mg/L以下         |

- 注1：上記の基準「水産用水基準」が定める基準で判定基準項目若しくは要監視項目に該当しないもの。
- 注2：水産用水基準における底質の有害物質に関する基準の記述において、「底質から溶出した有害物質は底質上層の海水中に拡散することを考慮し、水産用水基準の10 倍を下回ること。」とされていることから、「海洋汚染及び海上災害の防止に関する法律に定められた溶出試験方法」により得られた検液中の有害物質のうち、水産用水基準で基準値が定められている有害物質については、基準値の目安を水産用水基準の基準値の10 倍を下回ることとした。

- 出典：「水産用水基準（2000年版）」（2000年12月、社団法人日本水産資源保護協会）

## 土壌環境基準との比較
底質を浚渫して陸上に上げると土壌となる。底質は土壌の一部であるという考え方もあるが、統一されていない。なお、ダイオキシン類では、底質環境基準が土壌環境基準の15%である。しかし、底質汚染が土壌汚染と比べて健康リスクは高いが、水底土砂の判定基準は土壌環境基準と比べて高い値となっている。

### 土壌環境基準に無い項目
「水底土砂に係る判定基準」には「土壌環境基準」に無い項目が定められている。これは、「水底土砂に係る判定基準」が海洋汚染等及び海上災害の防止に関する法律を根拠に定められているのに対し、土壌環境基準は環境基本法に基づいて定められてことによることが大きな原因である。海面埋立において水底土砂に係る判定基準を超過する浚渫土砂で埋立て行為はできないので、海域付近の埋立地おける土壌汚染調査には水底土砂に係る判定基準の項目も調査することが環境法規制を遵守することになる。
水底土砂に係る判定基準にあって土壌環境基準に無い項目を下記に示す。
- 亜鉛又はその化合物
- ベリリウム又はその化合物
- クロム又はその化合物
- ニッケル又はその化合物
- バナジウム又はその化合物
- クロロフォルム
- 陰イオン界面活性剤
- 非イオン界面活性剤
- ベンゾ(a)ピレン
- トリブチルスズ化合物

### 基準値の比較
「水底土砂に係る判定基準」と「土壌環境基準」とは、どちらも溶出量基準であるが、「水底土砂に係る判定基準」は「土壌環境基準」と比べて概ね10倍緩い基準値となっている。「土壌環境基準」は「水質汚濁に係る環境基準」を基に定められており、土壌を浸透した地下水や湧き水が「水質汚濁に係る環境基準」を満足する基準値が定められている。しかし、「水底土砂に係る判定基準」は水底土砂を浸透した地下水や湧水を「水質汚濁に係る環境基準」の10倍までなら規制しない基準値となっており、法の整合性の観点からは課題である。